# 15068 Wiegert
15068 Wiegert eller 1999 AJ20 är en asteroid i huvudbältet som upptäcktes den 13 januari 1999 av Spacewatch vid Kitt Peak-observatoriet. Den är uppkallad efter den kanadensiske astronomen Paul Wiegert.
Den tillhör asteroidgruppen Hilda.